# Jag Panzer
Jag Panzer is een Noord-Amerikaanse powermetalband.

## Geschiedenis
De leden van de groep uit Colorado kwamen voor het eerst eind 1981 samen en werden geïnspireerd door het metalgenre. De originele opstelling bestond uit Harry Conklin als zanger (latere bijnaam: de "Tyran", als eerbetoon aan "Judas Priest", de legenden van het metalgenre), Mark Briody op gitaar (als de ziel van Panzer), John Tetley op bas en Rick Hilyard op drums.
De band werd "Tyrant in its first incarnation" genoemd. Zij moesten hun aanvankelijke naam Tyran veranderen omdat in Californië al een band met de naam Tyran bestond.
De bandleden, die toentertijd allen tieners waren, speelden in clubs in Denver en namen in 1983 een ep op, later bekend als Tyrannen.
Begin 1984 wierf de band gitarist Joey Tafolla en nam de groep hun eerste lp getiteld Ample Destruction op. Het album verscheen in augustus dat jaar bij een klein indielabel, Azra Records. De slechte promotie van het album, gecombineerd met de beperkte marketingvaardigheden van Azra, maakte het album in Amerika tot een ondergrondse hit, terwijl in Europa en Japan de lp slechts als import beschikbaar was.
Na dit album vestigde de band zich in Zuid-Californië om opnieuw een paar gigs te verzorgen en te proberen het grotere publiek te bereiken. Dat gebeurde echter nooit. In 1985 hield Tafolla het voor gezien en in 1987 maakte hij een soloalbum, terwijl Conklin korte tijd met de band New York's Riot speelde om daarna zijn eigen band te beginnen, genaamd Titan Force.
In de daaropvolgende jaren vonden meer wisselingen in de bezetting plaats, maar succes bleef tot in de jaren negentig uit. In 1995 volgde het eerste officiële album in bijna tien jaar, Dissident Alliance.

## Bandleden
- Harry "The Tyrant" Conklin - zang
- Mark Briody - gitaar en keyboard
- Chris Broderick - leadgitaar en keyboard
- John Tetley - basgitaar
- Rikard Stjernquist - drums

### Oud-bandleden
- Daniel J. Conca - zang
- Bob Parduba - zang
- Joey Tafolla - gitaar
- Chris Kostka - gitaar
- Christian Lesague - gitaar
- Rick Hilyard - drums

## Discografie

### Albums
- Ample Destruction (1984)
- Dissident Alliance (1995)
- The Fourth Judgement (1997)
- The Age of Mastery (1998)
- Thane to the Throne (2000)
- Mechanized Warfare (2001)
- Decade of the Nail Spiked Bat (2003)
- Chain of Command (2004)
- Casting the Stones (2004)

### Dvd's
- The Era of Kings and Conflict (2002)